# Duitse Democratische Republiek op de Olympische Zomerspelen 1976
De Duitse Democratische Republiek (DDR) nam deel aan de Olympische Zomerspelen 1976 in Montréal, Canada. Met 40 gouden medailles, een verdubbeling van het aantal tijdens de vorige editie, werd de tweede plaats in het medailleklassement behaald.

## Medaillewinnaars
De DDR eindigde op de 2e plaats in het medailleklassement, met 40 gouden, 25 zilveren en 25 bronzen medailles.
| Sport          | Olympiër | Discipline                    | Medaille |
| -------------- | --- | ----------------------------- | -------- |
| Atletiek       | Waldemar Cierpinski | marathon (m)                  | Goud     |
| Atletiek       | Udo Beyer | kogelstoten (m)               | Goud     |
| Atletiek       | Bärbel Eckert-Wöckel | 200m (v)                      | Goud     |
| Atletiek       | Marlies Oelsner-Göhr Renate Stecher Carla Bodendorf Bärbel Eckert-Wöckel | 4x100m (m)                    | Goud     |
| Atletiek       | Doris Maletzki Brigitte Rohde Ellen Stropahl-Streidt Christina Brehmer-Lathan | 4x400m (m)                    | Goud     |
| Atletiek       | Johanna Schaller | 100m horden (v)               | Goud     |
| Atletiek       | Evelin Schlaak | discuswerpen (v)              | Goud     |
| Atletiek       | Ruth Fuchs | speerwerpen (v)               | Goud     |
| Atletiek       | Rosemarie Ackermann | hoogspringen (v)              | Goud     |
| Atletiek       | Angela Voigt | verspringen (v)               | Goud     |
| Atletiek       | Siegrun Siegl | vijfkamp (v)                  | Goud     |
| Boksen         | Jochen Bachfeld | -67kg (m)                     | Goud     |
| Kanovaren      | Rüdiger Helm | K-1 1000m (m)                 | Goud     |
| Kanovaren      | Joachim Mattern Bernd Olbricht | K-2 500m (m)                  | Goud     |
| Kanovaren      | Carola Zirzow | K-1 500m (v)                  | Goud     |
| Roeien         | Jörg Landvoigt Bernd Landvoigt | twee-zonder (m)               | Goud     |
| Roeien         | Harald Jährling Friedrich-Wilhelm Ulrich Georg Spohr | twee-met (m)                  | Goud     |
| Roeien         | Wolfgang Güldenpfennig Rüdiger Reiche Karl-Heinz Bußert Michael Wolfgramm | dubbel-vier (m)               | Goud     |
| Roeien         | Siegfried Brietzke Andreas Decker Stefan Semmler Wolfgang Mager | vier-zonder (m)               | Goud     |
| Roeien         | Bernd Baumgart Gottfried Döhn Werner Klatt Hans-Joachim Lück Dieter Wendisch Roland Kostulski Ulrich Karnatz Karl-Heinz Prudöhl Karl-Heinz Danielowski | acht (m)                      | Goud     |
| Roeien         | Christine Scheiblich | skiff (v)                     | Goud     |
| Roeien         | Karin Metze Bianka Schwede Gabriele Kühn Andrea Kurth Sabine Heß | vier-met (v)                  | Goud     |
| Roeien         | Anke Borchmann Jutta Lau Viola Poley Roswietha Zobelt Liane Buhr | dubbel-vier (v)               | Goud     |
| Roeien         | Viola Goretzki Christiane Knetsch Ilona Richter Brigitte Ahrenholz Monika Kallies Henrietta Ebert Helma Lehmann Irina Müller Marina Wilke | acht (v)                      | Goud     |
| Schietsport    | Norbert Klaar | 25m snelvuurpistool           | Goud     |
| Schietsport    | Uwe Potteck | 50m pistool                   | Goud     |
| Voetbal        | Hans-Ulrich Grapenthin Wilfried Gröbner Jürgen Croy Gerd Weber Hans-Jürgen Dörner Konrad Weise Lothar Kurbjuweit Reinhard Lauck Gert Heidler Reinhard Häfner Hans-Jürgen Riediger Bernd Bransch Martin Hoffmann Gerd Kische Wolfram Löwe Hartmut Schade Dieter Riedel | mannen                        | Goud     |
| Wielrennen     | Klaus-Jürgen Grünke | tijdrit (m)                   | Goud     |
| Zeilen         | Jochen Schümann | finn                          | Goud     |
| Zwemmen        | Kornelia Ender | 100m vrije slag (v)           | Goud     |
| Zwemmen        | Kornelia Ender | 200m vrije slag (v)           | Goud     |
| Zwemmen        | Kornelia Ender | 100m vlinderslag (v)          | Goud     |
| Zwemmen        | Petra Thümer | 400m vrije slag (v)           | Goud     |
| Zwemmen        | Petra Thümer | 800m vrije slag (v)           | Goud     |
| Zwemmen        | Ulrike Richter | 100m rugslag (v)              | Goud     |
| Zwemmen        | Ulrike Richter | 200m vrije slag (v)           | Goud     |
| Zwemmen        | Hannelore Anke | 100m schoolslag (v)           | Goud     |
| Zwemmen        | Andrea Pollack | 200m vlinderslag (v)          | Goud     |
| Zwemmen        | Ulrike Tauber | 400m wisselslag (v)           | Goud     |
| Zwemmen        | Ulrike Richter Hannelore Anke Andrea Pollack Kornelia Ender | 4x100m wisselslag (v)         | Goud     |
| Atletiek       | Manfred Kokot Jörg Pfeifer Klaus-Dieter Kurrat Alexander Thieme | 4x100m (m)                    | Zilver   |
| Atletiek       | Hans Reimann | 20km snelwandelen (m)         | Zilver   |
| Atletiek       | Wolfgang Schmidt | discuswerpen (m)              | Zilver   |
| Atletiek       | Renate Stecher | 100m (v)                      | Zilver   |
| Atletiek       | Christina Brehmer-Lathan | 400m (v)                      | Zilver   |
| Atletiek       | Gunhild Hoffmeister | 1500m (v)                     | Zilver   |
| Atletiek       | Christine Bodner-Laser | vijfkamp(v)                   | Zilver   |
| Boksen         | Richard Nowakowski | -57kg (m)                     | Zilver   |
| Gewichtheffen  | Gerd Bonk | +110kg (m)                    | Zilver   |
| Handbal        | Gabriele Badorek Hannelore Burosch Roswitha Krause Waltraud Kretzschmar Evelyn Matz Liane Michaelis Eva Paskuy Kristina Richter Christina Rost Silvia Siefert Marion Tietz Petra Uhlig Christina Voß Hannelore Zober                                                  | vrouwen                       | Zilver   |
| Kanovaren      | Joachim Mattern Bernd Olbricht | K-2 1000m (m)                 | Zilver   |
| Roeien         | Andreas Schulz Rüdiger Kunze Walter Diessner Ullrich Diessner Johannes Thomas | vier-met (m)                  | Zilver   |
| Roeien         | Sabine Jahn Petra Boesler | dubbel-twee (v)               | Zilver   |
| Roeien         | Angelika Noack Sabine Dähne | twee-zonder (v)               | Zilver   |
| Schietsport    | Jürgen Wiefel | 25m snelvuurpistool           | Zilver   |
| Schietsport    | Harald Vollmar | 50m pistool                   | Zilver   |
| Schoonspringen | Christa Köhler | 3m plank (v)                  | Zilver   |
| Turnen         | Carola Dombeck | Sprong (v)                    | Zilver   |
| Worstelen      | Hans-Dieter Brüchert | -57kg vrije stijl (m)         | Zilver   |
| Zwemmen        | Petra Priemer | 100m vrije slag (v)           | Zilver   |
| Zwemmen        | Birgit Treiber | 100m rugslag (v)              | Zilver   |
| Zwemmen        | Birgit Treiber | 200m rugslag (v)              | Zilver   |
| Zwemmen        | Andrea Pollack | 100m vlinderslag (v)          | Zilver   |
| Zwemmen        | Ulrike Tauber | 200m vlinderslag (v)          | Zilver   |
| Zwemmen        | Kornelia Ender Petra Priemer Andrea Pollack Claudia Hempel | 4x100m vrije slag (v)         | Zilver   |
| Atletiek       | Frank Baumgartl | 3000m steeplechase (m)        | Brons    |
| Atletiek       | Peter Frenkel | 20km snelwandelen (m)         | Brons    |
| Atletiek       | Frank Wartenberg | verspringen (m)               | Brons    |
| Atletiek       | Renate Stecher | 200m (v)                      | Brons    |
| Atletiek       | Ellen Stropahl-Streidt | 400m (v)                      | Brons    |
| Atletiek       | Elfi Zinn | 800m (v)                      | Brons    |
| Atletiek       | Ulrike Klapezynski-Bruns | 1500m (v)                     | Brons    |
| Atletiek       | Gabriele Hinzmann | discuswerpen (v)              | Brons    |
| Atletiek       | Burglinde Pollak | vijfkamp (v)                  | Brons    |
| Gewichtheffen  | Peter Wenzel | -75kg (m)                     | Brons    |
| Gewichtheffen  | Helmut Losch | +81kg (m)                     | Brons    |
| Kanovaren      | Rüdiger Helm | K-1 500m (m)                  | Brons    |
| Kanovaren      | Bärbel Köster Carola Zirzow | K-2 500m (m)                  | Brons    |
| Kanovaren      | Frank-Peter Bischof Bernd Duvigneau Rüdiger Helm Jürgen Lehnert | K-4 1000m (m)                 | Brons    |
| Roeien         | Joachim Dreifke | skiff (m)                     | Brons    |
| Roeien         | Hans-Ulrich Schmied Jürgen Bertow | dubbel-twee (m)               | Brons    |
| Turnen         | Michael Nikolay | paard voltige (m)             | Brons    |
| Turnen         | Bernd Jäger Michael Nikolay Rainer Hanschke Lutz Mack Wolfgang Klotz Roland Brückner | meerkamp team (m)             | Brons    |
| Turnen         | Angelika Hellmann Marion Kische Kerstin Gerschau Steffi Kräker Gitta Escher Carola Dombeck | meerkamp team (v)             | Brons    |
| Baanwielrennen | Thomas Huschke | individuele achtervolging (m) | Brons    |
| Baanwielrennen | Hans-Jürgen Geschke | sprint (m)                    | Brons    |
| Worstelen      | Heinz-Helmut Wehling | -68kg Grieks-Romeins (m)      | Brons    |
| Zeilen         | Dieter Below Michael Zachries Olaf Engelhardt | soling                        | Brons    |
| Zwemmen        | Roland Matthes | 100m rugslag (m)              | Brons    |
| Zwemmen        | Rosemarie Kother-Gabriel | 200m vlinderslag (v)          | Brons    |

## Deelnemers en resultaten per onderdeel

### Atletiek
| Olympiër                                                        | Discipline             | Resultaat | Prestatie                                                                                                   |
| --------------------------------------------------------------- | ---------------------- | --------- | --- |
| Klaus-Dieter Kurrat                                             | 100m (m)               | 7e        | serie 6: 1ste in 10,37 kwartfinale 4: 2de in 10,29 halve finale 1: 3de in 10,30 finale: 7de in 10,31        |
| Alexander Thieme                                                | 100m (m)               | 11e       | serie 1: 2de in 10,64 kwartfinale 2: 3de in 10,50 halve finale 2: 8ste in 10,50                             |
| Thomas Munkelt                                                  | 100m horden (m)        | 5e        | serie 3: 1ste in 13,69 halve finale 1: 2de in 13,48 finale: 5de in 13,44                                    |
| Frank Siebeck                                                   | 100m horden (m)        | 9e        | serie 1: 5de in 14,01 halve finale 2: 5de in 13,74                                                          |
| Frank Baumgartl                                                 | 3000m steeplechase (m) | Brons     | serie 1: 2de in 8.21,25 finale: 3de in 8.10,36                                                              |
| Manfred Kokot Jörg Pfeifer Klaus-Dieter Kurrat Alexander Thieme | 4x100m (m)             | Zilver    | serie 2: 1ste in 39,47 halve finale 1: 3de in 39,43 finale: 2de in 38,66                                    |
| Waldemar Cierpinski                                             | marathon (m)           | Goud      | 2:09.55 |
| Peter Frenkel                                                   | 20km snelwandelen (m)  | Brons     | 1:25.29,4                                                                                                   |
| Hans-Georg Reimann                                              | 20km snelwandelen (m)  | Zilver    | 1:25.13,8                                                                                                   |
| Karl-Heinz Stadtmüller                                          | 20km snelwandelen (m)  | 4e        | 1:26.50,6                                                                                                   |
| Frank Wartenberg                                                | verspringen (m)        | Brons     | kwalificatie groep A: 5de met 7,89m finale: 3de met 8,02m                                                   |
| Rolf Beilschmidt                                                | hoogspringen (m)       | 7e        | kwalificatie groep A: 1ste met 2,16m finale: 7de met 2,18m                                                  |
| Henry Lauterbach                                                | hoogspringen (m)       | 20e       | kwalificatie groep A: 14de met 2,13m                                                                        |
| Udo Beyer                                                       | kogelstoten (m)        | Goud      | kwalificatie groep A: 4de met 19,69m finale: 1ste met 21,05m                                                |
| Hans-Peter Gies                                                 | kogelstoten (m)        | 5e        | kwalificatie groep A: 1ste met 20,52m finale: 5de met 20,47m                                                |
| Heinz-Joachim Rothenburg                                        | kogelstoten (m)        | 10e       | kwalificatie groep B: 3de met 19,92m finale: 10de met 19,79m                                                |
| Siegfried Pachale                                               | discuswerpen (m)       | 5e        | kwalificatie groep A: 9de met 60,64m finale: 5de met 64,24m                                                 |
| Wolfgang Schmidt                                                | discuswerpen (m)       | Zilver    | kwalificatie groep A: 3de met 63,14m finale: 2de met 66,22m                                                 |
| Norbert Thiede                                                  | discuswerpen (m)       | 4e        | kwalificatie groep A: 8ste met 61,14m finale: 4de met 64,30m                                                |
| Jochen Sachse                                                   | kogelslingeren (m)     | 6e        | kwalificatie groep A: 7de met 70,64m finale: 6de met 74,30m                                                 |
| Manfred Seidel                                                  | kogelslingeren (m)     | Zilver    | kwalificatie groep A: 4de met 70,84m finale: 10de met 70,02m                                                |
| Siegfried Stark                                                 | tienkamp (m)           | 6e        | 8048 punten                                                                                                 |
|                                                                 |                        |           | |
| Martina Blos                                                    | 100m (v)               | 33e       | serie 4: 6de in 11,70                                                                                       |
| Marlies Oelsner                                                 | 100m (v)               | 8e        | serie 5: 1ste in 11,36 kwartfinale 1: 2de in 11,27 halve finale 1: 4de in 11,29 finale: 8ste in 11,34       |
| Renate Stecher                                                  | 100m (v)               | Zilver    | serie 6: 2de in 11,21 kwartfinale 4: 1ste in 11,22 halve finale 2: 1ste in 11,10 finale: 2de in 11,13       |
| Carla Bodendorf                                                 | 200m (v)               | 33e       | serie 5: 1ste in 22,98 kwartfinale 1: 1ste in 23,20 halve finale 1: 2de in 22,84 finale: 4de in 22,64       |
| Bärbel Eckert                                                   | 200m (v)               | Goud      | serie 2: 1ste in 23,78 kwartfinale 4: 1ste in 22,85 halve finale 2: 1ste in 22,71 finale: 1ste in 22,37(OR) |
| Renate Stecher                                                  | 200m (v)               | Brons     | serie 6: 1ste in 22,75 kwartfinale 3: 1ste in 23,04 halve finale 1: 1ste in 22,68 finale: 3de in 22,47      |
| Marita Koch                                                     | 400m (v)               | DNF       | serie 2: 3de in 53,78 kwartfinale 4: 3de in 53,87 halve finale 1: niet gestart                              |
| Christina Lathan                                                | 400m (v)               | Zilver    | serie 1: 1ste in 52,45 kwartfinale 2: 2de in 51,67 halve finale 2: 2de in 50,86 finale: 2de in 50,51        |
| Ellen Streidt                                                   | 400m (v)               | Brons     | serie 3: 1ste in 52,56 kwartfinale 1: 2de in 51,33 halve finale 1: 2de in 50,51 finale: 3de in 50,55        |
| Doris Gluth                                                     | 800m (v)               | 7e        | serie 1: 3de in 2.00,70 halve finale 1: 4de in 1.59,32 finale: 7de in 1.58,99                               |
| Anita Weiß                                                      | 800m (v)               | 4e        | serie 2: 1ste in 2.00,48 halve finale 1: 1ste in 1.56,53 (OR) finale: 4de in 1.55,74                        |
| Elfi Zinn                                                       | 800m (v)               | Brons     | serie 4: 1ste in 2.01,54 halve finale 2: 3de in 1.57,56 finale: 3de in 1.55,60                              |
| Ulrike Bruns                                                    | 1500m (v)              | Brons     | serie 3: 1ste in 4.11,62 halve finale 1: 1ste in 4.02,13 finale: 3de in 4.06,09                             |
| Gunhild Hoffmeister                                             | 1500m (v)              | Zilver    | serie 4: 2de in 4.08,23 halve finale 1: 4de in 4.02,45 finale: 2de in 4.06,02                               |
| Christiane Wartenberg                                           | 1500m (v)              | 16e       | serie 2: 2de in 4.07,13 halve finale 2: 8ste in 4.08,28                                                     |
| Gudrun Berend                                                   | 100m horden (v)        | 4e        | serie 4: 1ste in 13,03 halve finale 1: 2de in 12,96 finale: 4de in 12,82                                    |
| Annelie Ehrhardt                                                | 100m horden (v)        | 12e       | serie 2: 3de in 13,49 halve finale 2: 5de in 13,71                                                          |
| Johanna Schaller-Klier                                          | 100m horden (v)        | 16e       | serie 3: 2de in 13,02 halve finale 1: 1ste in 12,93 finale: 1ste in 12,77                                   |
| Marlies Oelsner Renate Stecher Carla Bodendorf Bärbel Eckert    | 4x100m (v)             | Goud      | serie 2: 1ste in 43,00 finale: 1ste in 42,55 (OR)                                                           |
| Doris Maletzki Brigitte Rohde Ellen Streidt Christina Brehmer   | 4x400m (v)             | Goud      | serie 2: 1ste in 3.23,38 finale: 1ste in 3.19,23 (WR)                                                       |
| Siegrun Siegl                                                   | verspringen (v)        | 5e        | kwalificatie: 4de met 6,42m finale: 5de met 6,59m                                                           |
| Angela Voigt                                                    | verspringen (v)        | Goud      | kwalificatie: 2de met 6,44m finale: 1ste met 6,72m                                                          |
| Heidemarie Wycisk                                               | verspringen (v)        | 4e        | kwalificatie: 5de met 6,42m finale: 7de met 6,39m                                                           |
| Rosemarie Ackermann                                             | hoogspringen (v)       | 5e        | kwalificatie groep A: 13de met 1,80m finale: 1ste met 1,93m                                                 |
| Rita Kirst                                                      | hoogspringen (v)       | 22e       | kwalificatie groep A: 17de met 1,78m                                                                        |
| Marianne Adam                                                   | kogelstoten (v)        | 4e        | 20,55m |
| Margitta Droese                                                 | kogelstoten (v)        | 6e        | 19,79m |
| Ilona Slupianek                                                 | kogelstoten (v)        | 5e        | 20,54m |
| Sabine Engel                                                    | discuswerpen (v)       | 5e        | kwalificatie: 11de met 56,94m finale: 5de met 65,88m                                                        |
| Gabriele Hinzmann                                               | discuswerpen (v)       | Brons     | kwalificatie: 1ste met 65,12m finale: 3de met 66,84m                                                        |
| Evelin Schlaak                                                  | discuswerpen (v)       | Goud      | kwalificatie: 4de met 61,86m finale: 1ste met 69,00m (OR)                                                   |
| Ruth Fuchs                                                      | speerwerpen (v)        | Goud      | kwalificatie: 2de met 62,46m finale: 1ste met 65,94m                                                        |
| Jacqueline Hein                                                 | speerwerpen (v)        | 4e        | kwalificatie: 5de met 60,70m finale: 4de met 63,84m                                                         |
| Sabine Sebrowski                                                | speerwerpen (v)        | 5e        | kwalificatie: 11de met 55,42m finale: 5de met 63,08m                                                        |
| Christine Laser                                                 | vijfkamp (v)           | Zilver    | 4745 punten                                                                                                 |
| Burglinde Pollak                                                | vijfkamp (v)           | Brons     | 4740 punten                                                                                                 |
| Siegrun Siegl                                                   | vijfkamp (v)           | Goud      | 4745 punten                                                                                                 |

### Boksen
| Olympiër           | Discipline  | Resultaat | Prestatie |
| ------------------ | ----------- | --------- | --- |
| Dietmar Geilich    | -48kg (m)   | 9e        | 1ste ronde: vrij 2de ronde: V van VEN Guevara: 0-5 |
| Stephan Förster    | -54kg (m)   | 5e        | 1ste ronde: vrij 2de ronde: W van HUN Jakab: 5-0 3de ronde: vrij kwartfinale: V van URS Rybakov: 2-3 |
| Richard Nowakowski | -57kg (m)   | Zilver    | 1ste ronde: vrij 2de ronde: W van PHI Mares: 5-0 3de ronde: W van IRI Bardeh: scheidsrechterlijke beslissing kwartfinale: W van ROU Ciochină: scheidsrechterlijke beslissing halve finale: W van POL Kosedowski: 5-0 finale: V van CUB Herrera: knock-out |
| Richard Nowakowski | -63,5kg (m) | 5e        | 1ste ronde: W van IND Machaiah: 5-0 2de ronde: W van VEN Navas: 5-0 3de ronde: W van BRA de Jesus: 5-0 kwartfinale: V van USA Leonard: 0-5 |
| Jochen Bachfeld    | -67kg (m)   | Goud      | 1ste ronde: W van IRI Khomani: scheidsrechterlijke beslissing 2de ronde: W van GRE Iliadis: 5-0 3de ronde: W van URS Rachkov: 4-1 kwartfinale: W van CAN Rinke: 5-0 halve finale: W van ROU Zilberman: 3-2 finale: W van VEN Gamarro: 3-2                 |
| Bernd Wittenburg   | -75kg (m)   | 9e        | 1ste ronde: W van CAN Gibson: 3-2 2de ronde: V van CUB Martínez: 2-3 |
| Ottomar Sachse     | -81kg (m)   | 5e        | 1ste ronde: W van CMR Ngatchou: walk-over 2de ronde: W van AND Montane: scheidsrechterlijke beslissing kwartfinale: V van USA Spinks: 0-5 |
| Jürgen Fanghänel   | +81kg (m)   | 17e       | 1ste ronde: V van URS Ivanov: 2-3 |

### Gewichtheffen
| Olympiër        | Discipline  | Resultaat | Prestatie |
| --------------- | ----------- | --------- | --------- |
| Gunter Ambra    | -67,5kg (m) | 4e        | 295kg     |
| Wolfgang Häbner | -75kg (m)   | 4e        | 320kg     |
| Peter Wenzel    | -75kg (m)   | Brons     | 327,5kg   |
| Peter Petzold   | -90kg (m)   | 5e        | 345kg     |
| Jürgen Ciezki   | -110kg (m)  | 5e        | 372,5kg   |
| Gerd Bonk       | +110kg (m)  | Zilver    | 405kg     |
| Helmut Losch    | +110kg (m)  | Brons     | 387,5kg   |

### Handbal
| Olympiër | Discipline | Resultaat | Prestatie |
| --- | ---------- | --------- | --- |
| Gabriele Badorek Hannelore Burosch Roswitha Krause Waltraud Kretzschmar Evelyn Matz Liane Michaelis Eva Paskuy Kristina Richter Christina Rost Silvia Siefert Marion Tietz Petra Uhlig Christina Voß Hannelore Zober | vrouwen    | Zilver    | groepsfase: 2de W van Roemenië: 18-12 W van Japan: 24-10 W van Canada: 29-4 G van Hongarije: 7-7 V van Sovjet-Unie: 11-14 |

| Groep |             |             |             |             |             |            |            |            |        |
| #     | Land        | Wedstrijden | Wedstrijden | Wedstrijden | Wedstrijden | Doelpunten | Doelpunten | Doelpunten | Punten |
| #     | Land        | G           | W           | G           | V           | V          | T          | Saldo      | Punten |
| 1     | Sovjet-Unie | 5           | 5           | 0           | 0           | 92         | 40         | +52        | 10     |
| 2     | DDR         | 5           | 3           | 1           | 1           | 89         | 47         | +42        | 7      |
| 3     | Hongarije   | 5           | 3           | 1           | 1           | 85         | 55         | +30        | 7      |
| 4     | Roemenië    | 5           | 2           | 0           | 3           | 73         | 83         | -10        | 4      |
| 5     | Japan       | 5           | 1           | 0           | 4           | 72         | 115        | -43        | 2      |
| 6     | Canada      | 5           | 0           | 0           | 5           | 35         | 106        | -71        | 0      |

| Ronde      | Datum    | Plaats | Land  | Score       | Land |
| ---------- | -------- | ------ | ----- | ----------- | ---- |
| Groepsfase |          |        |       |             |      |
| 20 juli    | Montréal | DDR    | 18-12 | Roemenië    |      |
| 22 juli    | Montréal | DDR    | 24-10 | Japan       |      |
| 24 juli    | Montréal | DDR    | 29-4  | Canada      |      |
| 26 juli    | Montréal | DDR    | 7-7   | Hongarije   |      |
| 28 juli    | Montréal | DDR    | 11-14 | Sovjet-Unie |      |

### Judo
| Olympiër       | Discipline      | Resultaat | Prestatie                                                                           |
| -------------- | --------------- | --------- | ----------------------------------------------------------------------------------- |
| Dietmar Hötger | -70kg (m)       | 11e       | 1ste ronde: W van HUN Molnar 2de ronde: W van MGL Chanrav 3de ronde: V van FRA Vial |
| Detlef Ultsch  | -80kg (m)       | 19e       |                                                                                     |
| Dietmar Lorenz | -93kg (m)       | 5e        |                                                                                     |
| Dietmar Lorenz | open klasse (m) | 16e       |                                                                                     |

### Kanovaren
| Olympiër                                                        | Discipline    | Resultaat | Prestatie                                                                           |
| --------------------------------------------------------------- | ------------- | --------- | ----------------------------------------------------------------------------------- |
| Wilfried Stephan                                                | C-1 500m (m)  | 5e        | serie 1: 1ste in 2.09,32 halve finale 1: 1ste in 2.07,00 finale: 5de in 2.00,54     |
| Wilfried Stephan                                                | C-1 1000m (m) | 5e        | serie 2: 2de in 4.25,23 halve finale 3: 3de in 4.18,99 finale: 7de in 4.22,43       |
| Detlef Bothe Hans-Jürgen Tode                                   | C-2 500m (m)  | 11e       | serie 2: 4de in 1.59,39 herkansingen: 2de in 1.57,07 halve finale 2: 4de in 1.53,85 |
| Detlef Bothe Hans-Jürgen Tode                                   | C-2 1000m (m) | 5e        | serie 1: 3de in 3.55,73 halve finale 2: 2de in 3.58,26 finale: 5de in 4.00,37       |
| Rüdiger Helm                                                    | K-1 500m (m)  | Brons     | serie 2: 1ste in 1.55,06 halve finale 2: 2de in 1.53,21 finale: 3de in 1.48,30      |
| Rüdiger Helm                                                    | K-1 1000m (m) | Goud      | serie 2: 1ste in 3.53,41 halve finale 2: 2de in 3.47,82 finale: 1ste in 3.48,20     |
| Joachim Mattern Bernd Olbricht                                  | K-2 500m (m)  | Goud      | serie 2: 1ste in 1.40,14 halve finale 2: 1ste in 1.39,06 finale: 1ste in 1.35,87    |
| Joachim Mattern Bernd Olbricht                                  | K-2 1000m (m) | Zilver    | serie 3: 1ste in 3.31,94 halve finale 3: 1ste in 3.32,58 finale: 2de in 3.29,33     |
| Frank-Peter Bischof Bernd Duvigneau Rüdiger Helm Jürgen Lehnert | K-4 1000m (m) | Brons     | serie 2: 1ste in 3.06,75 halve finale 2: 1ste in 3.10,84 finale: 3de in 3.10,76     |
|                                                                 |               |           |                                                                                     |
| Carola Zirzow                                                   | K-1 500m (v)  | Goud      | serie 1: 2de in 2.12,54 halve finale 3: 1ste in 2.04,21 finale: 1ste in 2.01,05     |
| Bärbel Köster Carola Zirzow                                     | K-2 500m (v)  | Brons     | serie 2: 1ste in 1.52,67 halve finale 2: 1ste in 1.50,56 finale: 3de in 1.51,81     |

### Roeien
| Olympiër | Discipline      | Resultaat | Prestatie                                                                        |
| --- | --------------- | --------- | -------------------------------------------------------------------------------- |
| Joachim Dreifke | skiff (m)       | Brons     | serie 1: 3de in 7.11,49 halve finale 1: 3de in 6.59,5 finale: 3de in 7.38,03     |
| Jürgen Bertow Uli Schmied | dubbel-twee (m) | Brons     | serie 2: 1ste in 6.39,71 halve finale 2: 1ste in 6.24,90 finale: 3de in 7.17,45  |
| Bernd Landvoigt Jörg Landvoigt | twee-zonder (m) | Goud      |                                                                                  |
| Harald Jährling Friedrich-Wilhelm Ulrich Georg Spohr                                                                                                   | twee-met (m)    | Goud      |                                                                                  |
| Wolfgang Güldenpfennig Rüdiger Reiche Karl-Heinz Bußert Michael Wolfgramm                                                                              | dubbel-vier (m) | Goud      |                                                                                  |
| Siegfried Brietzke Andreas Decker Wolfgang Mager Stefan Semmler                                                                                        | vier-zonder (m) | Goud      | serie 3: 1ste in 6.02,55 halve finale 1: 1ste in 5.53,65 finale: 1ste in 6.37,42 |
| Ullrich Dießner Walter Dießner Rüdiger Kunze Andreas Schulz Johannes Thomas                                                                            | vier-met (m)    | Zilver    | serie 3: 1ste in 6.27,97 halve finale 1: 1ste in 6.11,32 finale: 2de in 6.42,70  |
| Bernd Baumgart Gottfried Döhn Werner Klatt Hans-Joachim Lück Dieter Wendisch Roland Kostulski Ulrich Karnatz Karl-Heinz Prudöhl Karl-Heinz Danielowski | acht (m)        | Goud      | serie 2: 1ste in 5.32,17 finale: 1ste in 5.58,29                                 |
| |                 |           |                                                                                  |
| Christine Scheiblich | skiff (v)       | Goud      |                                                                                  |
| Sabine Jahn Petra Boesler | dubbel-twee (v) | Zilver    |                                                                                  |
| Angelika Noack Sabine Dähne | twee-zonder (v) | Zilver    |                                                                                  |
| Anke Borchmann Jutta Lau Viola Poley Roswietha Zobelt Liane Weigelt                                                                                    | dubbel-vier (v) | Goud      |                                                                                  |
| Karin Metze Bianka Schwede Gabriele Kühn Andrea Kurth Sabine Heß                                                                                       | vier-met (v)    | Goud      |                                                                                  |
| Viola Goretzki Christiane Knetsch Ilona Richter Brigitte Ahrenholz Monika Kallie Henrietta Ebert Helma Lehmann Irina Müller Marina Wilke               | acht (v)        | Goud      |                                                                                  |

### Schermen
| Olympiër       | Discipline | Resultaat | Prestatie |
| -------------- | ---------- | --------- | --------- |
| Klaus Haertter | floret (m) | 14e       |           |

### Schietsport
| Olympiër         | Discipline             | Resultaat | Prestatie   |
| ---------------- | ---------------------- | --------- | ----------- |
| Bernd Hartstein  | 50m geweer 3 houdingen | 9e        | 1150 punten |
| Marlies Kanthak  | 50m geweer 3 houdingen | 32e       | 1130 punten |
| Peter Gorewski   | 50m geweer liggend     | 37e       | 587 punten  |
| Marlies Kanthak  | 50m geweer liggend     | 51e       | 584 punten  |
| Uwe Potteck      | 50m pistool            | Goud      | 573 punten  |
| Harald Vollmar   | 50m pistool            | Zilver    | 567 punten  |
| Norbert Klaar    | 25m snelvuurpistool    | Goud      | 597 punten  |
| Jürgen Wiefel    | 25m snelvuurpistool    | Zilver    | 596 punten  |
| Dieter Monien    | skeet                  | 26e       | 190 punten  |
| Klaus Reschke    | skeet                  | 4e        | 196 punten  |
| Burckhardt Hoppe | trap                   | 4e        | 186 punten  |
| Thomas Pfeffer   | 50m bewegend doel      | 4e        | 571 punten  |

### Schoonspringen
| Olympiër            | Discipline    | Resultaat | Prestatie                                                       |
| ------------------- | ------------- | --------- | --------------------------------------------------------------- |
| Falk Hoffmann       | 3m plank (m)  | 4e        | voorronde: 3de met 573 punten finale: 4de met 553,53 punten     |
| Frank Taubert       | 3m plank (m)  | 13e       | voorronde: 13de met 493,68 punten                               |
| Dieter Waskow       | 3m plank (m)  | 14e       | voorronde: 14de met 491,70 punten                               |
| Falk Hoffmann       | 10m toren (m) | 6e        | voorronde: 7de met 513,96 punten finale: 6de met 531,60 punten  |
| Frank Taubert       | 10m toren (m) | 11e       | voorronde: 11de met 494,95 punten                               |
| Dieter Waskow       | 10m toren (m) | 10e       | voorronde: 10de met 497,16 punten                               |
|                     |               |           |                                                                 |
| Karin Guthke        | 3m plank (v)  | 5e        | voorronde: 7de met 441,03 punten finale: 5de met 459,81 punten  |
| Christa Köhler      | 3m plank (v)  | Zilver    | voorronde: 6de met 441,90 punten finale: 2de met 469,41 punten  |
| Heidi Ramlow-Becker | 3m plank (v)  | 4e        | voorronde: 5de met 445,08 punten finale: 4de met 462,15 punten  |
| Karin Guthke        | 10m toren (v) | 11e       | voorronde: 11de met 339,00 punten                               |
| Christa Köhler      | 10m toren (v) | 21e       | voorronde: 21ste met 305,46 punten                              |
| Heidi Ramlow-Becker | 10m toren (v) | 8e        | voorronde: 7de met 362,37 punten finale: 8ste met 365,64 punten |

### Turnen
| Olympiër                                                                                   | Discipline               | Resultaat | Prestatie                                                            |
| ------------------------------------------------------------------------------------------ | ------------------------ | --------- | -------------------------------------------------------------------- |
| Bernd Jäger                                                                                | brug (m)                 | 4e        | kwalificatie: 7de met 19,20 punten finale: 4de met 19,200 punten     |
| Michael Nikolay                                                                            | paard voltige (m)        | Brons     | kwalificatie: 3de met 19,45 punten finale: 3de met 19,525 punten     |
| Roland Bräckner                                                                            | vloer (m)                | 4e        | kwalificatie: 8ste met 19,05 punten finale: 4de met 19,275 punten    |
| Roland Bräckner                                                                            | meerkamp individueel (m) | 24e       | kwalificatie: 24ste met 112,00 punten                                |
| Rainer Hanschke                                                                            | meerkamp individueel (m) | 28e       | kwalificatie: 28ste met 111,50 punten                                |
| Bernd Jäger                                                                                | meerkamp individueel (m) | 10e       | kwalificatie: 18de met 112,95 punten finale: 10de met 113,325 punten |
| Wolfgang Klotz                                                                             | meerkamp individueel (m) | 25e       | kwalificatie: 25ste met 111,95 punten                                |
| Lutz Mack                                                                                  | meerkamp individueel (m) | 11e       | kwalificatie: 17de met 113,00 punten finale: 11de met 113,150 punten |
| Michael Nikolay                                                                            | meerkamp individueel (m) | 7e        | kwalificatie: 19de met 112,90 punten finale: 7de met 113,600 punten  |
| Roland Bräckner Rainer Hanschke Bernd Jäger Wolfgang Klotz Lutz Mack Michael Nikolay       | meerkamp team (m)        | Brons     | 564,65 punten                                                        |
|                                                                                            |                          |           |                                                                      |
| Gitta Escher                                                                               | balk (v)                 | 6e        | kwalificatie: 8ste met 19,15 punten finale: 6de met 19,275 punten    |
| Angelika Hellmann                                                                          | balk (v)                 | 5e        | kwalificatie: 9de met 19,10 punten finale: 5de met 19,450 punten     |
| Marion Kische                                                                              | brug (v)                 | 4e        | kwalificatie: 2de met 19,80 punten finale: 4de met 19,750 punten     |
| Carola Dombeck                                                                             | sprong (v)               | Zilver    | kwalificatie: 5de met 19,50 punten finale: 2de met 19,650 punten     |
| Gitta Escher                                                                               | sprong (v)               | 5e        | kwalificatie: 5de met 19,50 punten finale: 5de met 19,550 punten     |
| Gitta Escher                                                                               | vloer (v)                | 6e        | kwalificatie: 6de met 19,40 punten finale: 6de met 19,450 punten     |
| Marion Kische                                                                              | vloer (v)                | 5e        | kwalificatie: 8ste met 19,35 punten finale: 5de met 19,475 punten    |
| Carola Dombeck                                                                             | meerkamp individueel (v) | 33e       | kwalificatie: 33ste met 74,90 punten                                 |
| Gitta Escher                                                                               | meerkamp individueel (v) | 6e        | kwalificatie: 6de met 77,60 punten finale: 6de met 77,750 punten     |
| Kerstin Gerschau                                                                           | meerkamp individueel (v) | 9e        | kwalificatie: 12de met 77,00 punten finale: 9de met 76,800 punten    |
| Angelika Hellmann                                                                          | meerkamp individueel (v) | 13e       | kwalificatie: 13de met 76,90 punten                                  |
| Marion Kische                                                                              | meerkamp individueel (v) | 8e        | kwalificatie: 8ste met 77,20 punten finale: 8ste met 76,950 punten   |
| Steffi Kräker                                                                              | meerkamp individueel (v) | 21e       | kwalificatie: 21ste met 75,70 punten                                 |
| Carola Dombeck Gitta Escher Kerstin Gerschau Angelika Hellmann Marion Kische Steffi Kräker | meerkamp team (v)        | Brons     | 385,10 punten                                                        |

### Voetbal
| Olympiër | Discipline | Resultaat | Prestatie |
| --- | ---------- | --------- | --- |
| Hans-Ulrich Grapenthin Wilfried Gröbner Jürgen Croy Gerd Weber Hans-Jürgen Dörner Konrad Weise Lothar Kurbjuweit Reinhard Lauck Gert Heidler Reinhard Häfner Hans-Jürgen Riediger Bernd Bransch Martin Hoffmann Gerd Kische Wolfram Löwe Hartmut Schade Dieter Riedel | mannen     | Goud      | groep A: 2de G van Brazilië: 0-0 W van Spanje: 1-0 kwartfinale: W van Frankrijk: 4-0 halve finale: W van Sovjet-Unie: 2-1 finale: W van Polen |

| Groep A |          |             |             |             |             |            |            |            |        |
| #       | Land     | Wedstrijden | Wedstrijden | Wedstrijden | Wedstrijden | Doelpunten | Doelpunten | Doelpunten | Punten |
| #       | Land     | G           | W           | G           | V           | V          | T          | Saldo      | Punten |
| 1       | Brazilië | 2           | 1           | 1           | 0           | 2          | 1          | +1         | 3      |
| 2       | DDR      | 2           | 1           | 1           | 0           | 1          | 0          | +1         | 3      |
| 3       | Spanje   | 2           | 0           | 0           | 2           | 1          | 3          | -2         | 0      |

| Ronde        | Datum    | Plaats      | Land | Score     | Land |
| ------------ | -------- | ----------- | ---- | --------- | ---- |
| Groepsfase   |          |             |      |           |      |
| 18 juli      | Toronto  | Brazilië    | 0-0  | DDR       |      |
| 22 juli      | Montréal | DDR         | 1-0  | Spanje    |      |
| Kwartfinale  |          |             |      |           |      |
| 25 juli      | Ottawa   | DDR         | 4-0  | Frankrijk |      |
| Halve finale |          |             |      |           |      |
| 27 juli      | Montréal | Sovjet-Unie | 1-2  | DDR       |      |
| Finale       |          |             |      |           |      |
| 29 juli      | Montréal | DDR         | 3-1  | Polen     |      |

### Volleybal
| Olympiër | Discipline | Resultaat | Prestatie |
| --- | ---------- | --------- | --- |
| Karla Roffeis Johanna Strotzer Cornelia Rickert Christina Walther Ingrid Mierzwiak Helga Offen Barbara Czekalla Jutta Balster Anke Westendorf Hannelor Meincke Monika Meissner Gudrun Gartner | zaal (v)   | 6e        | groep B: 4de V van Cuba: 1-3 (15-7, 5-15, 5-15, 13-15) V van Zuid-Korea: 2-3 (15-5, 15-11, 14-16, 2-15, 13-15) V van Sovjet-Unie: 2-3 (11-15, 15-13, 15-11, 5-15, 1-15) 5-8ste plek: W van Peru: 3-2 (15-11, 15-9, 8-15, 8-15, 15-8) 5-6de plek: V van Cuba: 0-3 (12-15, 12-15, 8-15) |

| Groep B |             |             |             |             |             |             |             |        |        |        |        |
| #       | Land        | Wedstrijden | Wedstrijden | Wedstrijden | Wedstrijden | Wedstrijden | Wedstrijden | Punten | Punten | Punten | Punten |
| #       | Land        | G           | W           | V           | SW          | SV          | SR          | SPW    | SPL    | Saldo  | Punten |
| 1       | Sovjet-Unie | 3           | 3           | 0           | 9           | 4           | +5          | 186    | 137    | +49    | 6      |
| 2       | Zuid-Korea  | 3           | 2           | 1           | 7           | 7           | 0           | 179    | 171    | +8     | 5      |
| 3       | Cuba        | 3           | 1           | 2           | 6           | 7           | −1          | 150    | 168    | −18    | 4      |
| 4       | DDR         | 3           | 0           | 3           | 5           | 9           | −4          | 144    | 183    | −39    | 3      |

| Ronde       | Datum    | Plaats      | Land | Score      | Land |
| ----------- | -------- | ----------- | ---- | ---------- | ---- |
| Groepsfase  |          |             |      |            |      |
| 20 juli     | Montréal | DDR         | 1-3  | Cuba       |      |
| 22 juli     | Montréal | DDR         | 2-3  | Zuid-Korea |      |
| 24 juli     | Montréal | Sovjet-Unie | 3-2  | DDR        |      |
| 5-8ste plek |          |             |      |            |      |
| 26 juli     | Montréal | Peru        | 2-3  | DDR        |      |
| 5-6de plek  |          |             |      |            |      |
| 27 juli     | Montréal | DDR         | 0-3  | Cuba       |      |

### Wielersport
| Olympiër                                                                  | Discipline                    | Resultaat | Prestatie      |
| Baan                                                                      | Baan                          | Baan      | Baan           |
| ------------------------------------------------------------------------- | ----------------------------- | --------- | -------------- |
| Jürgen Geschke                                                            | sprint (m)                    | Brons     |                |
| Klaus-Jürgen Grünke                                                       | tijdrit (m)                   | Goud      | 1.05,927       |
| Thomas Huschke                                                            | individuele achtervolging (m) | Brons     |                |
| Norbert Dürpisch Thomas Huschke Uwe Unterwalder Matthias Wiegand          | ploegenachtervolging (m)      | 4e        |                |
| Weg                                                                       |                               |           |                |
| Karl-Dietrich Diers                                                       | wegwedstrijd (m)              | 16e       | 4:49.01        |
| Hans-Joachim Hartnick                                                     | wegwedstrijd (m)              | DNF       | niet gefinisht |
| Gerhard Laukes                                                            | wegwedstrijd (m)              | DNF       | niet gefinisht |
| Siegbert Schmeisser                                                       | wegwedstrijd (m)              | DNF       | niet gefinisht |
| Hans-Joachim Hartnick Karl-Dietrich Diers Gerhard Lauke Michael Schiffner | ploegentijdrit (m)            | 10e       | 2:14.39        |

### Worstelen
| Olympiër             | Discipline  | Resultaat   | Prestatie |
| Vrije stijl          | Vrije stijl | Vrije stijl | Vrije stijl |
| -------------------- | ----------- | ----------- | --- |
| Jürgen Möbius        | -48kg (m)   | 15e         | 1ste ronde: V van FRG Heckmann 2de ronde: V van JPN Kudo |
| Hans-Dieter Brüchert | -57kg (m)   | Zilver      | 1ste ronde: W van MGL Khoilogdorj 2de ronde: W van HUN Klinga 3de ronde: V van URS Yumin 4de ronde: W van YUG Darlev 5de ronde: W van GRE Hatziioannidis 6de ronde: W van IRI Kheder    |
| Helmut Strumpf       | -62kg (m)   | 8e          | 1ste ronde: W van PUR Varela 2de ronde: V van KOR Yang 3de ronde: W van URS Timofeyev 4de ronde: V van MGL Oidov                                                                        |
| Eberhard Probst      | -68kg (m)   | 8e          | 1ste ronde: W van SEN Mané 2de ronde: W van GBR Gilligan 3de ronde: V van CUB Ramos 4de ronde: V van BUL Zhekov                                                                         |
| Fred Hempel          | -74kg (m)   | 6e          | 1ste ronde: W van CAN Renken 2de ronde: W van SWE Karlsson 3de ronde: V van JPN Date 4de ronde: W van YUG Ristov 5de ronde: V van IRI Barzegar                                          |
| Horst Stottmeister   | -90kg (m)   | 4e          | 1ste ronde: W van FRG Neumair 2de ronde: W van HUN Molnár 3de ronde: W van POL Kurczewski 4de ronde: V van URS Tediasjvili 5de ronde: W van SWE Andersson 6de ronde: V van USA Peterson |
| Harald Büttner       | -100kg (m)  | 12e         | 1ste ronde: V van URS Jarygin 2de ronde: V van MGL Bayanmönkh |
| Roland Gehrke        | +100kg (m)  | 4e          | 1ste ronde: W van CUB Morales 2de ronde: W van FRG Eichelbaum 3de ronde: V van BUL Dinev 4de ronde: W van SEN Sakho 5de ronde: vrij 6de ronde: V van URS Andiyev                        |
| Grieks-Romeins       |             |             | |
| Dietmar Hinz         | -48kg (m)   | 5e          | 1ste ronde: vrij 2de ronde: W van KOR Lee 3de ronde: W van TUR Bora 4de ronde: V van ROU Berceanu                                                                                       |
| Heinz-Helmut Wehling | -68kg (m)   | Brons       | 1ste ronde: W van FRG Schöndorfer 2de ronde: W van CUB Estrada 3de ronde: W van USA Marcy 4de ronde: W van ITA Ranzi 5de ronde: V van ROU Rusu 6de ronde: V van URS Nalbandyan          |
| Klaus-Peter Göpfert  | -74kg (m)   | 5e          | 1ste ronde: V van TCH Mácha 2de ronde: W van GRE Galaktopoulos 3de ronde: W van POL Krzesiński 4de ronde: W van SWE Karlsson 5de ronde: V van URS Bykov                                 |
| Fredi Albrecht       | -100kg (m)  | 9e          | 1ste ronde: W van JPN Akiyama 2de ronde: V van HUN Farkas 3de ronde: V van NOR Hem |

### Zeilen
| Olympiër                                      | Discipline      | Resultaat | Prestatie                          |
| --------------------------------------------- | --------------- | --------- | ---------------------------------- |
| Jochen Schümann                               | finn            | Goud      | 35,4 punten: (3-2-12-12-1-2-3)     |
| Uwe Steingross Jörg Schramme                  | flying dutchman | 15e       | 109,7 punten: (16-17-15-14-6-9-14) |
| Dieter Below Michael Zachries Olaf Engelhardt | soling          | Brons     | 47,4 punten: (5-4-3-3-5-4-7)       |

### Zwemmen
| Olympiër                                                    | Discipline            | Resultaat | Prestatie                                                                             |
| ----------------------------------------------------------- | --------------------- | --------- | ------------------------------------------------------------------------------------- |
| Roger Pyttel                                                | 100m vrije slag (m)   | 25e       | serie 1: 3de in 53,93                                                                 |
| Lutz Löscher                                                | 200m vrije slag (m)   | 47e       | serie 6: 6de in 2.01,00                                                               |
| Frank Pfütze                                                | 200m vrije slag (m)   | 21e       | serie 7: 3de in 1.55,57                                                               |
| Rainer Strohbach                                            | 200m vrije slag (m)   | 17e       | serie 6: 3de in 1.55,25                                                               |
| Lutz Löscher                                                | 400m vrije slag (m)   | 32e       | serie 2: 6de in 4.12,88                                                               |
| Frank Pfütze                                                | 400m vrije slag (m)   | 27e       | serie 2: 2de in 4.04,66                                                               |
| Rainer Strohbach                                            | 400m vrije slag (m)   | 18e       | serie 1: 3de in 4.02,24                                                               |
| Roland Matthes                                              | 100m rugslag (m)      | Brons     | serie 4: 1ste in 57,98 halve finale 1: 1ste in 57,48 finale: 3de in 57,22             |
| Lutz Wanja                                                  | 100m rugslag (m)      | 5e        | serie 1: 1ste in 58,38 halve finale 1: 2de in 57,50 finale: 5de in 57,49              |
| Lutz Wanja                                                  | 200m rugslag (m)      | 14e       | serie 2: 3de in 2.08,02                                                               |
| Hartmut Flöckner                                            | 100m vlinderslag (m)  | 23e       | serie 5: 5de in 57,66                                                                 |
| Roland Matthes                                              | 100m vlinderslag (m)  | 5e        | serie 6: 2de in 56,41 halve finale 2: 3de in 55,88 finale: 5de in 55,11               |
| Roger Pyttel                                                | 100m vlinderslag (m)  | 4e        | serie 3: 1ste in 55,25 halve finale 2: 1ste in 54,75 finale: 4de in 55,09             |
| Hartmut Flöckner                                            | 200m vlinderslag (m)  | 18e       | serie 4: 3de in 2.05,71                                                               |
| Roger Pyttel                                                | 200m vlinderslag (m)  | 4e        | serie 6: 1ste in 2.00,28 finale: 4de in 2.00,02                                       |
| Roger Pyttel Wilfried Hartung Rainer Strohbach Frank Pfütze | 4x200m vrije slag (m) | 5e        | 7.38,92                                                                               |
|                                                             |                       |           |                                                                                       |
| Kornelia Ender                                              | 100m vrije slag (v)   | Goud      | serie 7: 1ste in 55,81 halve finale 2: 1ste in 55,82 finale: 1ste in 55,65            |
| Claudia Hempel                                              | 100m vrije slag (v)   | 6e        | serie 5: 1ste in 57,35 halve finale 2: 3de in 57,05 finale: 6de in 56,99              |
| Petra Priemer                                               | 100m vrije slag (v)   | Zilver    | serie 1: 1ste in 56,95 halve finale 2: 4de in 57,21 finale: 2de in 56,49              |
| Kornelia Ender                                              | 200m vrije slag (v)   | Goud      | serie 6: 1ste in 2.02,50 finale: 1ste in 1.59,26 (WR)                                 |
| Claudia Hempel                                              | 200m vrije slag (v)   | 7e        | serie 1: 1ste in 2.03,36 finale: 7de in 2.04,61                                       |
| Andrea Pollack                                              | 200m vrije slag (v)   | 17e       | serie 3: 3de in 2.06,12                                                               |
| Regina Jäger                                                | 400m vrije slag (v)   | 10e       | serie 1: 2de in 4.20,05                                                               |
| Sabine Kahle                                                | 400m vrije slag (v)   | 8e        | serie 4: 3de in 4.19,34 finale: 8ste in 4.20,64                                       |
| Petra Thümer                                                | 400m vrije slag (v)   | Goud      | serie 5: 1ste in 4.17,20 finale: 1ste in 4.09,89 (WR)                                 |
| Regina Jäger                                                | 800m vrije slag (v)   | 7e        | serie 2: 2de in 8.49,12 finale: 7de in 8.50,40                                        |
| Petra Thümer                                                | 800m vrije slag (v)   | Goud      | serie 2: 1ste in 8.46,58 finale: 1ste in 8.37,14 (WR)                                 |
| Ulrike Richter                                              | 100m rugslag (v)      | Goud      | serie 5: 1ste in 1.03,61 halve finale 1: 1ste in 1.02,39 finale: 1ste in 1.01,83 (OR) |
| Antje Stille                                                | 100m rugslag (v)      | 6e        | serie 4: 1ste in 1.04,34 halve finale 2: 2de in 1.03,94 finale: 7de in 1.05,30        |
| Birgit Treiber                                              | 100m rugslag (v)      | Zilver    | serie 3: 1ste in 1.04,34 halve finale 1: 2de in 1.04,21 finale: 2de in 1.03,41        |
| Ulrike Richter                                              | 200m rugslag (v)      | Goud      | serie 3: 1ste in 2.17,58 finale: 1ste in 2.13,43 (OR)                                 |
| Antje Stille                                                | 200m rugslag (v)      | 6e        | serie 2: 1ste in 2.18,07 finale: 6de in 2.17,55                                       |
| Birgit Treiber                                              | 200m rugslag (v)      | Zilver    | serie 4: 1ste in 2.17,62 finale: 2de in 2.14,97                                       |
| Hannelore Anke                                              | 100m schoolslag (v)   | Goud      | serie 5: 1ste in 1.11,11 halve finale 2: 1ste in 1.10,86 finale: 1ste in 1.11,16      |
| Karla Linke                                                 | 100m schoolslag (v)   | 8e        | serie 3: 3de in 1.15,36 halve finale 1: 4de in 1.14,49 finale: 8ste in 1.14,21        |
| Carola Nitschke                                             | 100m schoolslag (v)   | 4e        | serie 6: 1ste in 1.13,36 halve finale 1: 2de in 1.13,73 finale: 4de in 1.13,33        |
| Hannelore Anke                                              | 200m schoolslag (v)   | 4e        | serie 4: 1ste in 2.37,45 finale: 4de in 2.36,49                                       |
| Karla Linke                                                 | 200m schoolslag (v)   | 5e        | serie 5: 1ste in 2.37,43 finale: 5de in 2.36,97                                       |
| Carola Nitschke                                             | 200m schoolslag (v)   | 6e        | serie 5: 2de in 2.39,06 finale: 6de in 2.38,27                                        |
| Kornelia Ender                                              | 100m vlinderslag (v)  | Goud      | serie 3: 1ste in 1.02,45 halve finale 2: 1ste in 1.01,03 finale: 1ste in 1.00,13 (WR) |
| Rosemarie Kother-Gabriel                                    | 100m vlinderslag (v)  | 5e        | serie 5: 1ste in 1.02,34 halve finale 2: 4de in 1.01,93 finale: 5de in 1.01,56        |
| Andrea Pollack                                              | 100m vlinderslag (v)  | Zilver    | serie 6: 1ste in 1.01,43 halve finale 2: 2de in 1.01,39 finale: 2de in 1.00,98        |
| Rosemarie Kother-Gabriel                                    | 200m vlinderslag (v)  | Brons     | serie 5: 1ste in 2.12,93 finale: 3de in 2.12,86                                       |
| Andrea Pollack                                              | 200m vlinderslag (v)  | Goud      | serie 3: 1ste in 2.11,56 finale: 1ste in 2.11,41                                      |
| Ulrike Tauber                                               | 200m vlinderslag (v)  | Zilver    | serie 4: 1ste in 2.13,50 finale: 2de in 2.12,50                                       |
| Sabine Kahle                                                | 400m wisselslag (v)   | 5e        | serie 2: 2de in 4.56,85 finale: 5de in 4.53,50                                        |
| Ulrike Tauber                                               | 400m wisselslag (v)   | Goud      | serie 3: 1ste in 4.51,24 finale: 1ste in 4.42,77 (WR)                                 |
| Birgit Treiber                                              | 400m wisselslag (v)   | 4e        | serie 4: 1ste in 4.57,39 finale: 4de in 4.52,40                                       |
| Petra Priemer Kornelia Ender Claudia Hempel Andrea Pollack  | 4x100m vrije slag (v) | Zilver    | serie 2: 1ste in 3.48,95 finale: 2de in 3.45,50                                       |
| Ulrike Richter Hannelore Anke Kornelia Ender Andrea Pollack | 4x100m wisselslag (v) | Goud      | serie 3: 1ste in 4.13,98 finale: 1ste in 4.07,95                                      |

Amerikaanse Maagdeneilanden · Andorra · Antigua en Barbuda · Argentinië · Australië · Bahama's · Barbados · België · Belize · Bermuda · Bolivia · Bondsrepubliek Duitsland · Brazilië · Bulgarije · Canada · Chili · Colombia · Costa Rica · Cuba · Denemarken · Dominicaanse Republiek · Duitse Democratische Republiek · Ecuador · Egypte · Fiji · Filipijnen · Finland · Frankrijk · Griekenland · Groot-Brittannië · Guatemala · Haïti · Honduras · Hongarije · Hongkong · Ierland · IJsland · India · Indonesië · Iran · Israël · Italië · Ivoorkust · Jamaica · Japan · Joegoslavië · Kaaimaneilanden · Kameroen · Koeweit · Libanon · Liechtenstein · Luxemburg · Maleisië · Marokko · Mexico · Monaco · Mongolië · Nederland · Nederlandse Antillen · Nepal · Nicaragua · Nieuw-Zeeland · Noord-Korea · Noorwegen · Oostenrijk · Pakistan · Panama · Papoea-Nieuw-Guinea · Paraguay · Peru · Polen · Portugal · Puerto Rico · Roemenië · San Marino · Saoedi-Arabië · Senegal · Singapore · Sovjet-Unie · Spanje · Suriname · Thailand · Trinidad en Tobago · Tsjecho-Slowakije · Tunesië · Turkije · Uruguay · Venezuela · Verenigde Staten · Zuid-Korea · Zweden · Zwitserland